# Trafikplats Nyboda

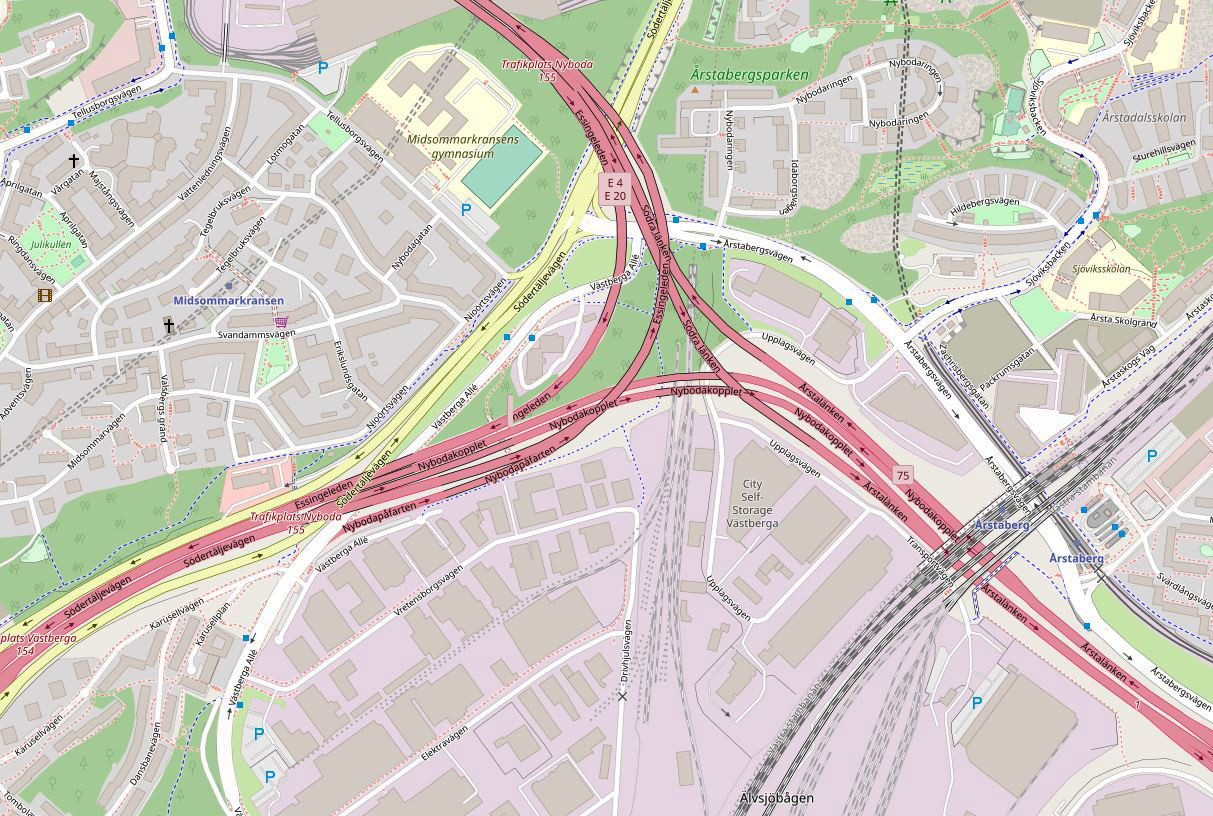
Trafikplats Nyboda, 2020.

Trafikplats Nyboda (även kallad Nybodakopplet), avfartsnummer 155, är en trafikplats på Essingeleden som ligger i stadsdelen Västberga i södra Stockholm. Trafikplats Nyboda är en stor trevägskorsning som utgör södra gränsen för Essingeleden, vilken här övergår österut i Södra länken respektive söderut i Södertäljevägen. Kärnan i trafikplatsen är en cirka 340 meter lång, krökt brokonstruktion som kallas Midsommarkransens viadukt.

## Historik

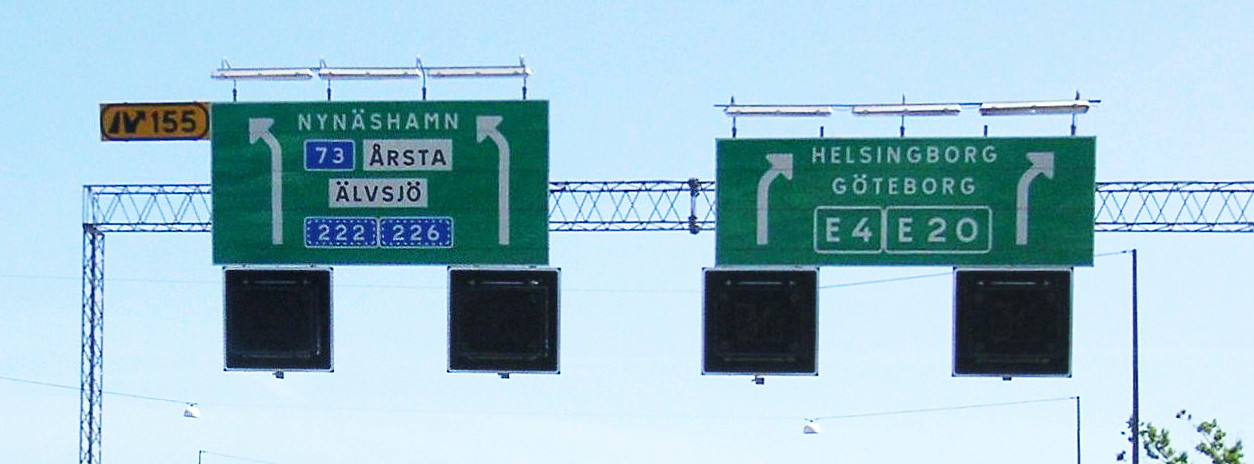
Essingeleden söderut, körfältsvägvisare mot Nynäshamn respektive Helsingborg.

Trafikplats Nyboda delinvigdes samtidigt med Essingeleden den 21 augusti 1966. Trafikplatsen som ursprungligen kallades ”Trafikplats Midsommarkransen” är med korsande körbanor i tre nivåer den mest komplexa av ledens nio trafikplatser. Inga markinlösen behövdes eftersom staden ägde marken. Några byggnader fick dock rivas. Midsommarkransens skola hamnade mitt i området. En mindre del av skolans huvudbyggnad och en flygelbyggnad fick rivas. Genom området sträcker sig i nord-sydlig riktning ett trafikområde med två järnvägstunnlar som ursprungligen nyttjades av Västra stambanan (se Nyboda tunnlar).
Trafikplatsen uppfyllde vid byggandet inte normen för motorvägskors som föreskrev att byte från huvudleden till annan motorväg alltid skulle ske åt höger. På denna trafikplats fick man byta till de vänstra körfälten för att komma till Årstalänken medan huvudleden mot Södertälje fortsatte rakt fram. Problemet löstes genom att ”rakt fram” blev istället riktning Årstalänken medan ”höger” blev riktning Södertälje. Idag finns inget ”rakt fram” eller ”höger” utan trafikplats Nyboda betraktas som en trevägskorsning (T-korsning) och är skyltad därefter genom körfältsvägvisare med pilar sned till höger mot Helsingborg / Göteborg respektive sned till vänster mot Nynäshamn.
Huvuddelen på denna trafikplats omfattar totalt 1,8 kilometer rampviadukter som i en långsträckt 90 graders kurva kopplades till Södertäljevägen respektive Årstalänken. Mellan körfälten anlades på- och avfartsramper som dyker ner under östra viadukten och ansluter till Årstalänken. Från Västberga allé byggdes en påfartsramp till norrgående körfält. Den är sedan 2004 signalreglerad med trafikljus, så kallad påfarts- eller rampreglering, som släpper igenom "endast ett fordon per grön period". Systemet skall mildra effekterna av ökad trafik på Essingeleden och underlätta ett jämnt trafikflöde. Samma system gäller även för påfarterna vid Trafikplats Gröndal och Trafikplats Nybohov.

Historiska bilder
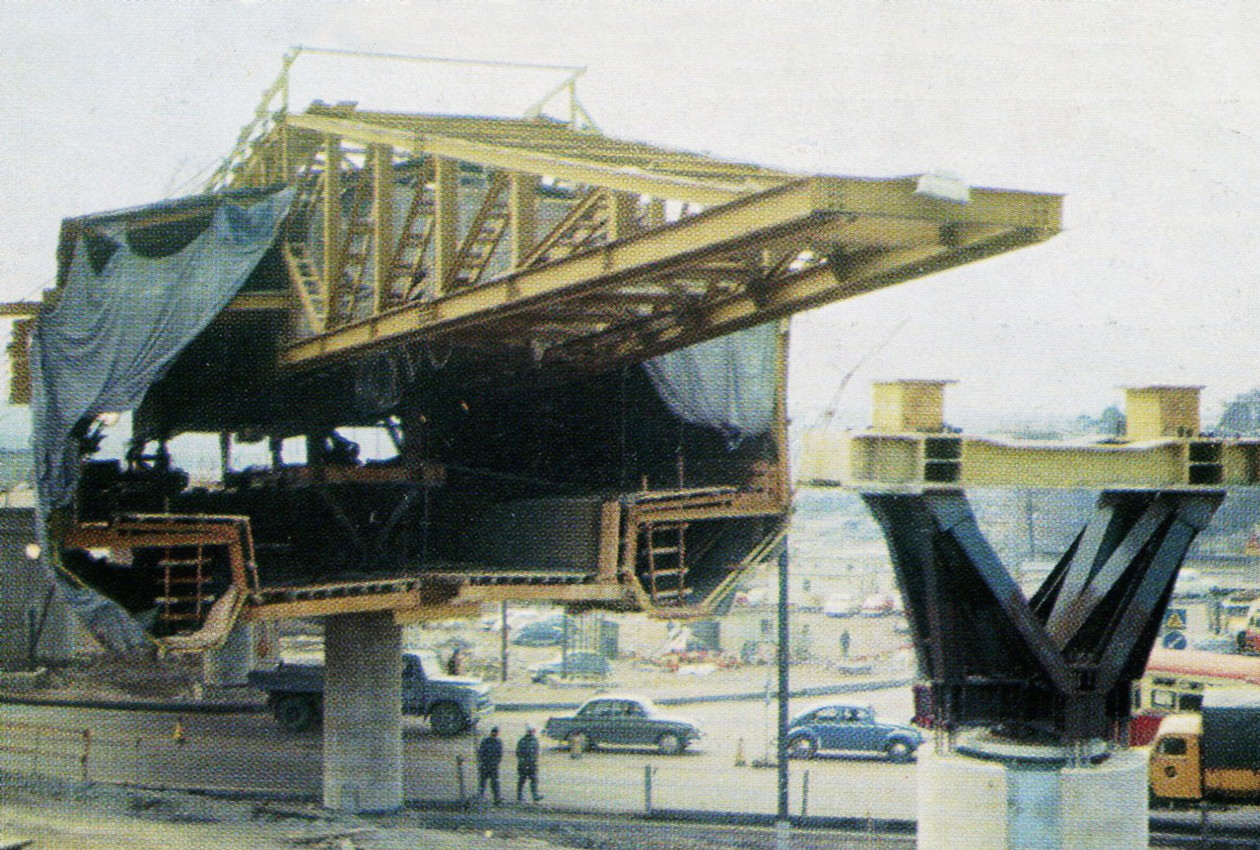
Stålfackverket med gjutformen hängande under.
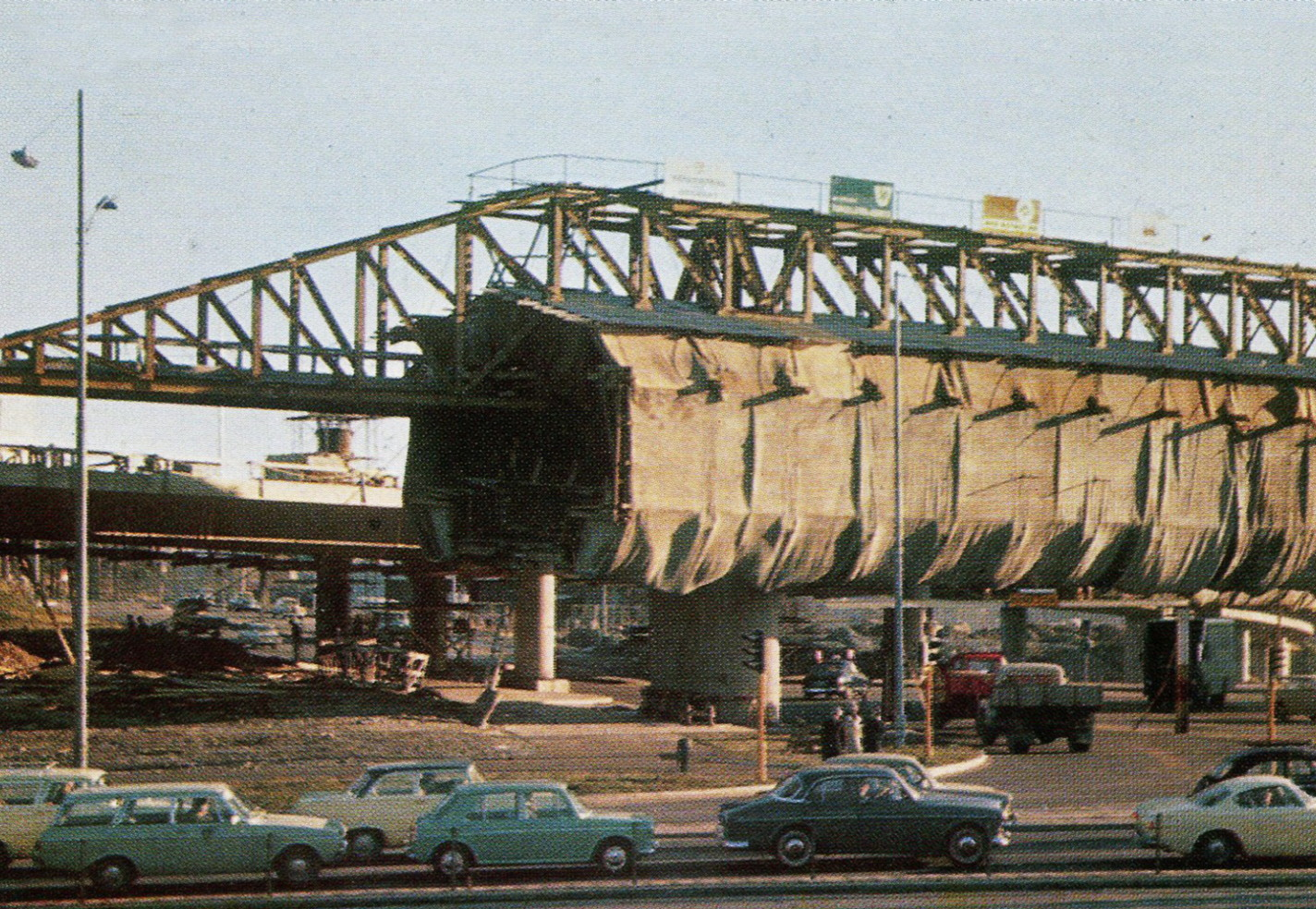
Stålfackverket med gjutformen som är iklädd med klimatskyddande säckväv.
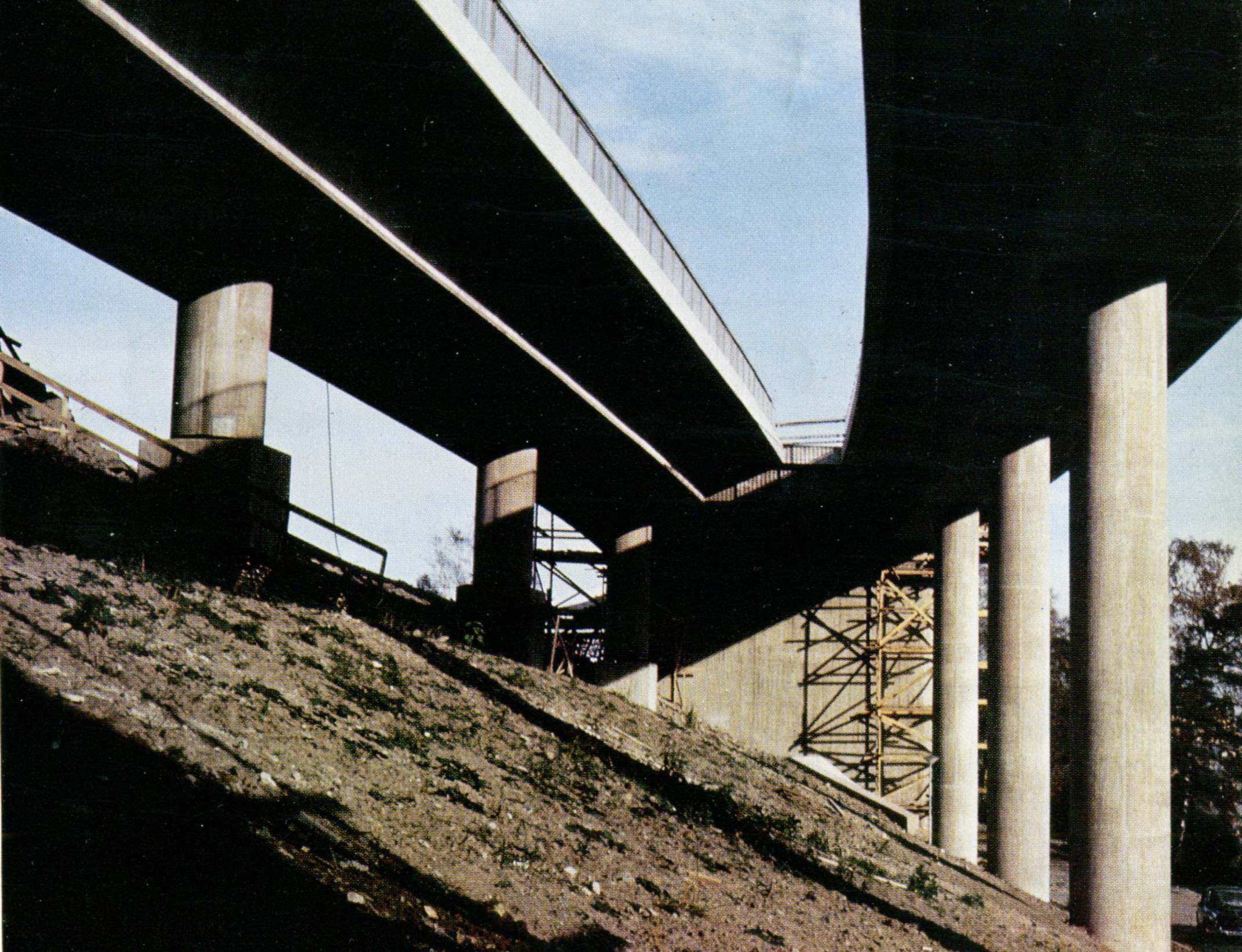
Viadukten i Midsommarkransen, 1966.
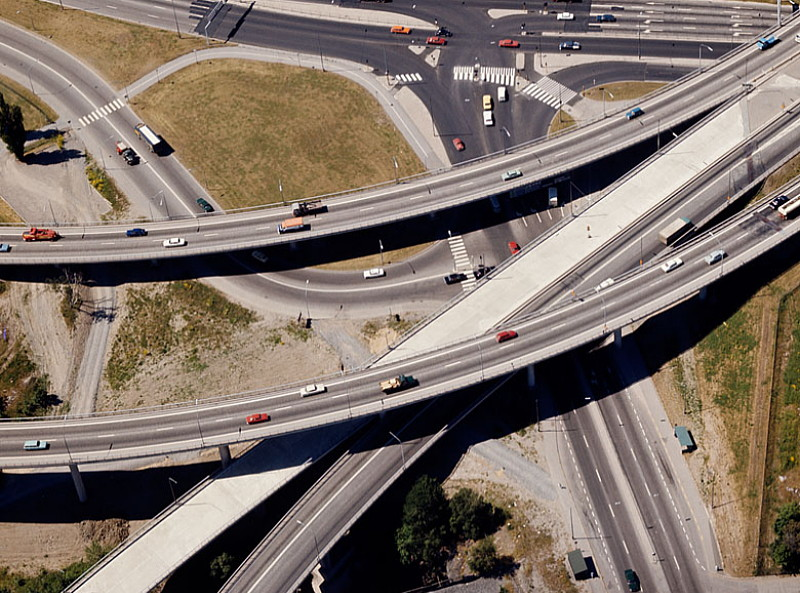
Södergående rampen till Årstalänken är fortfarande avstängd, 1972.

Trafikplatsens ramper och slingor byggdes till övervägande delen som tvåfiliga viadukter vilka bärs upp av enpelarstöd i betong. Spännvidden mellan pelarna varierar mellan 18 och 33 meter. Överdelen (som körbanan vilar på) konstruerades som en vridstyv betonglåda. För att minimera centrifugalkrafterna för trafiken som passerar kurvan utfördes lådan och körbanan i kurvan med överhöjning, alltså något snedställd med svag lutning nerför. 
Vid bygget av viadukterna användes ett överliggande stålfackverk som kunde flyttas fram efter varje gjutetapp. Under stålfackverket hängde själva gjutformen som försköts i höjd- och sidled och på det viset möjliggjorde att viadukterna fick önskad krökning, lutning och skevning. Ett av dessa stålfackverk stjälpte och totalhavererade under framflyttning till nytt läge, varvid en arbetare omkom. Det var den enda dödsolyckan under hela projektet Essingeleden. Ett av de konstruktivt svåraste avsnitten var betongplattan för Västberga allés tunnel som blev extrem sned med en lutning av cirka 23°. Entreprenör för bygget av trafikplats Midsommarkransen / Nyboda var AB Vägförbättringar, byggherre var Stockholms gatukontor och ansvarig för genomförandet var kommunägda Gekonsult.
Vid invigningen var kopplingen till den ofärdiga Årstalänken (då kallad ”Nya Sockenvägen”) färdigställd men inte öppnad för trafiken. Det dröjde till 1973 innan den delen började trafikeras. I Årstalänkens förlängning österut invigdes Södra länken 2004.

Nutida bilder
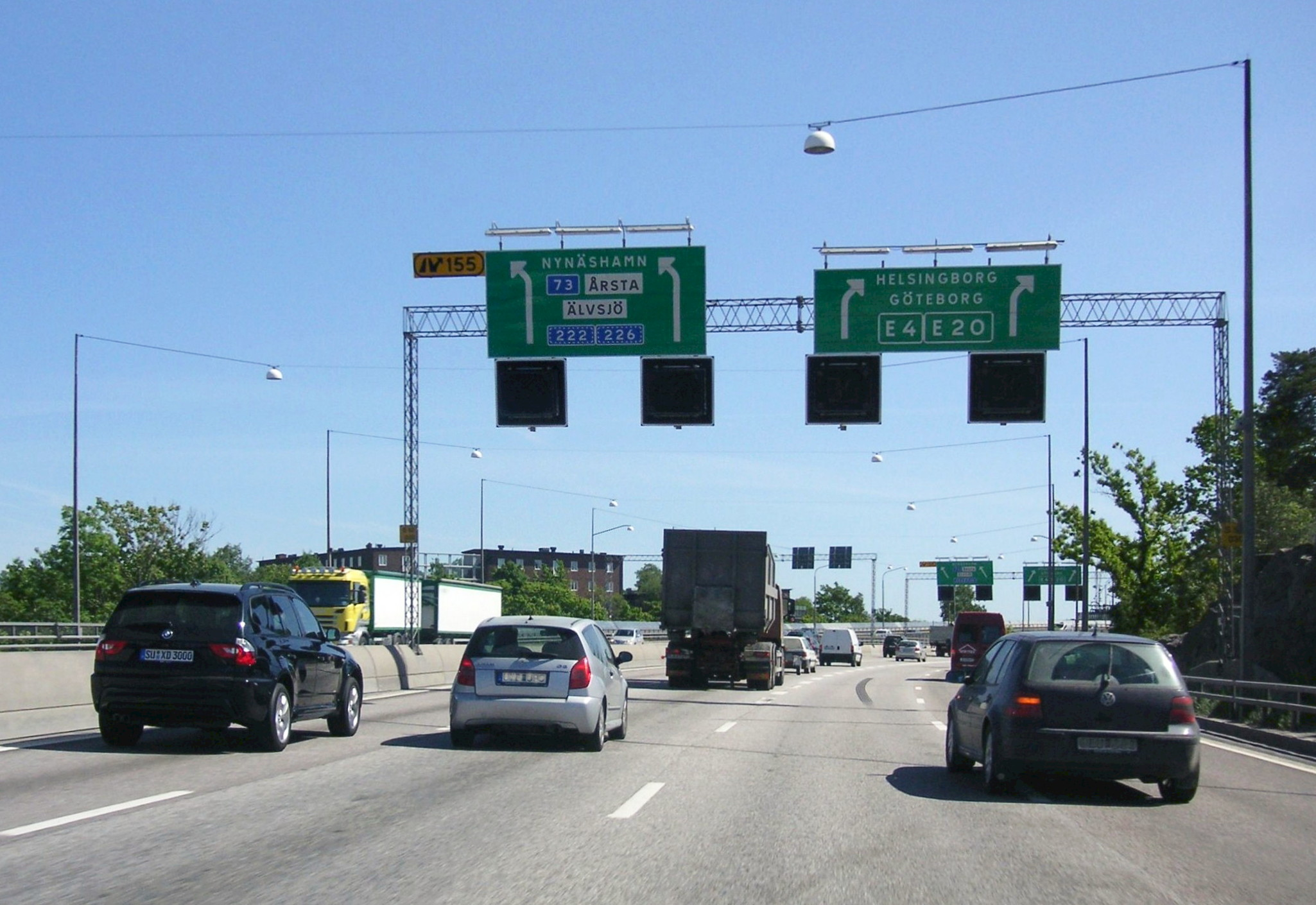
Avfart norrifrån.
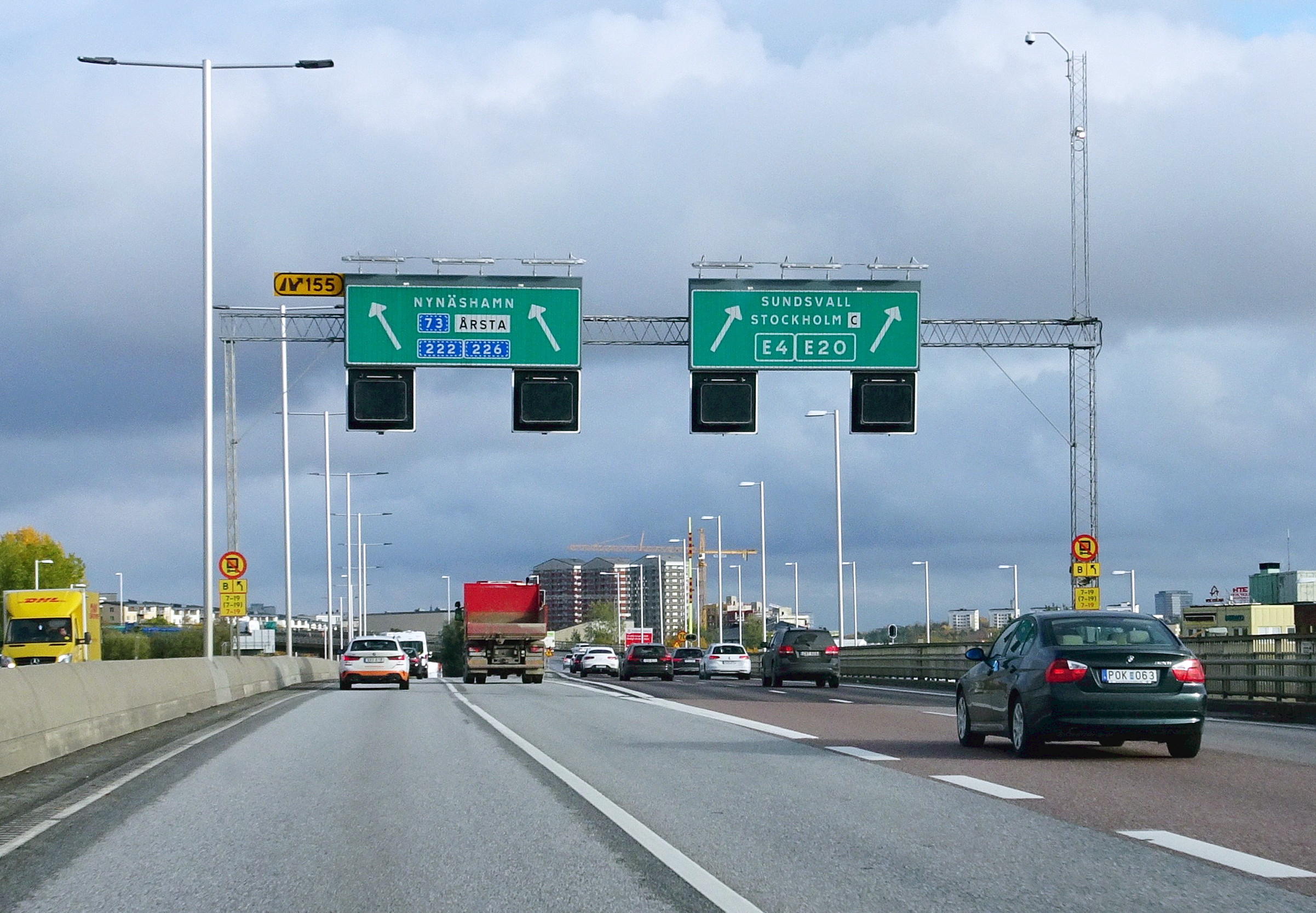
Avfart söderifrån.
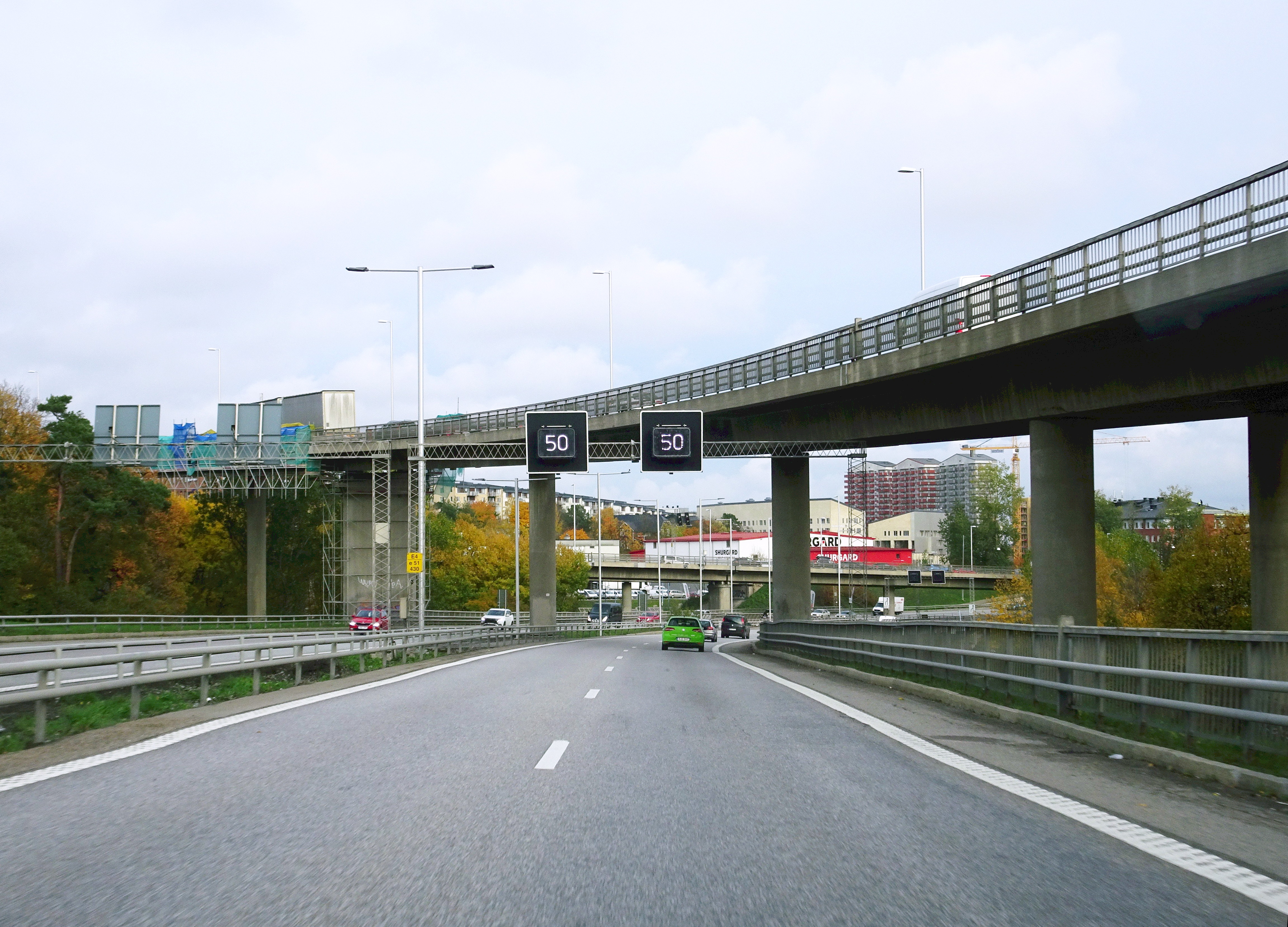
Avfart på Nybodakopplet österut.
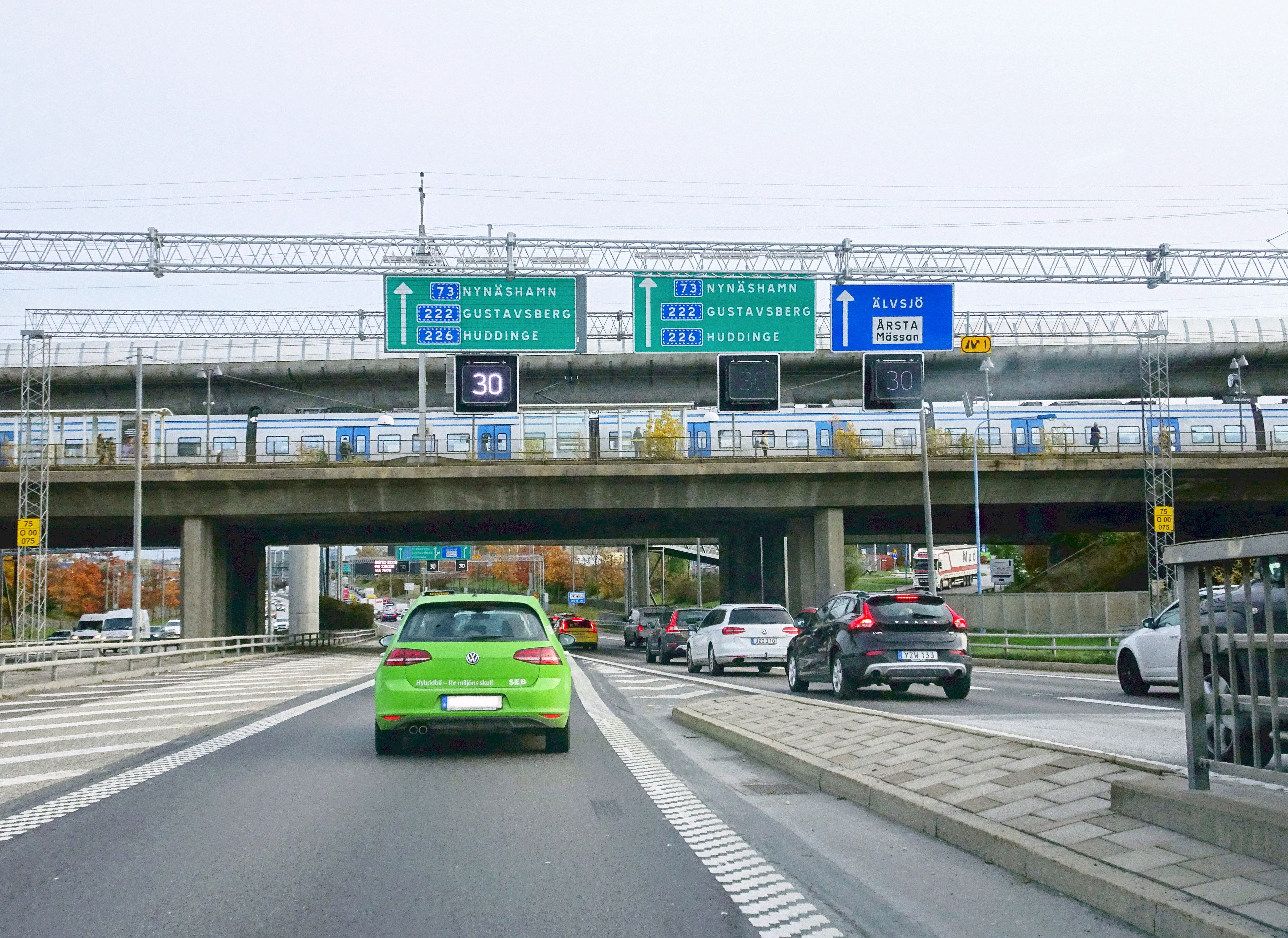
Framme vid Årstalänken / Södra länken.

Nutida bilder
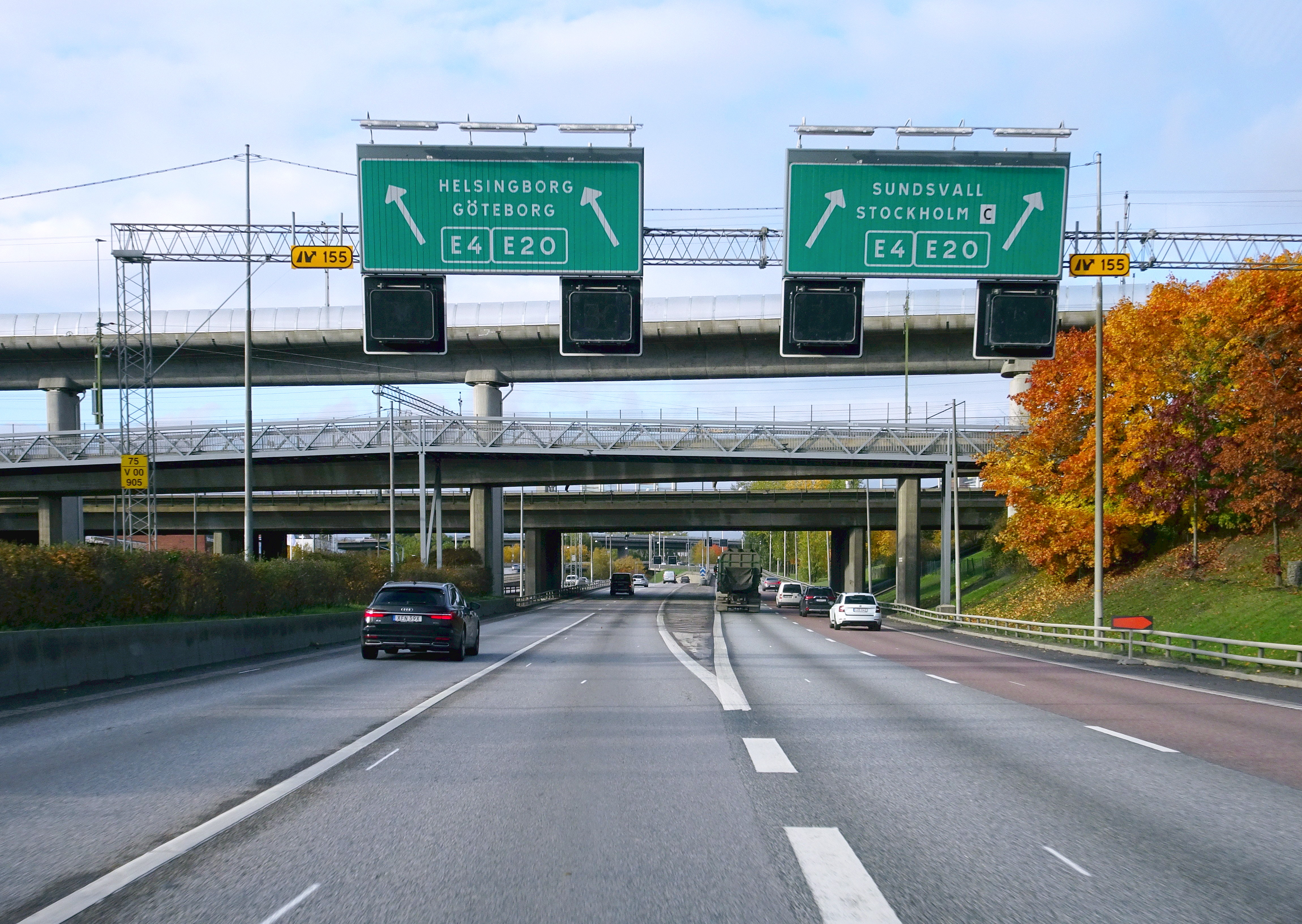
Påfart på Nybodakopplet, vy mot nordväst.
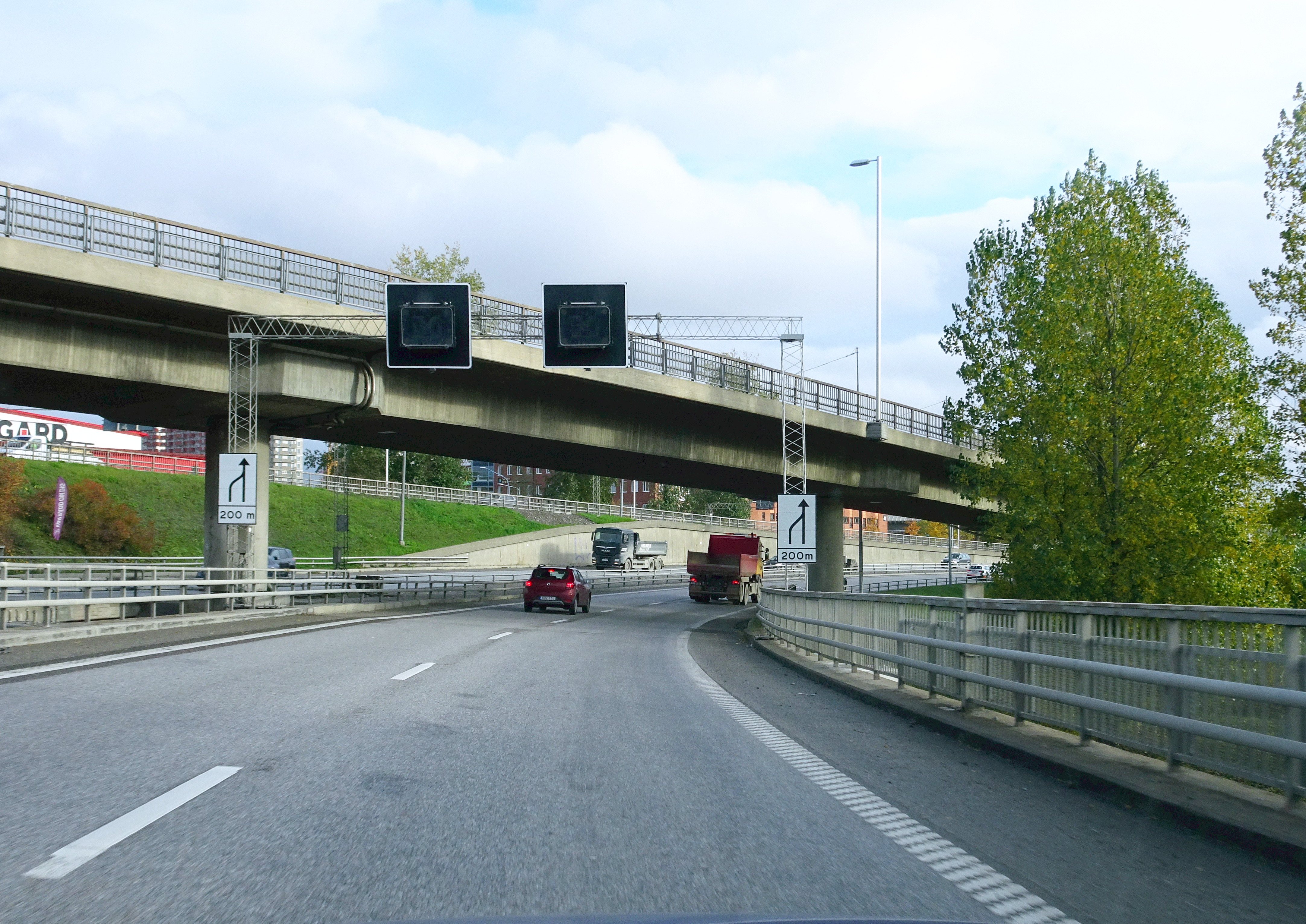
Nybodakopplet mot sydväst.
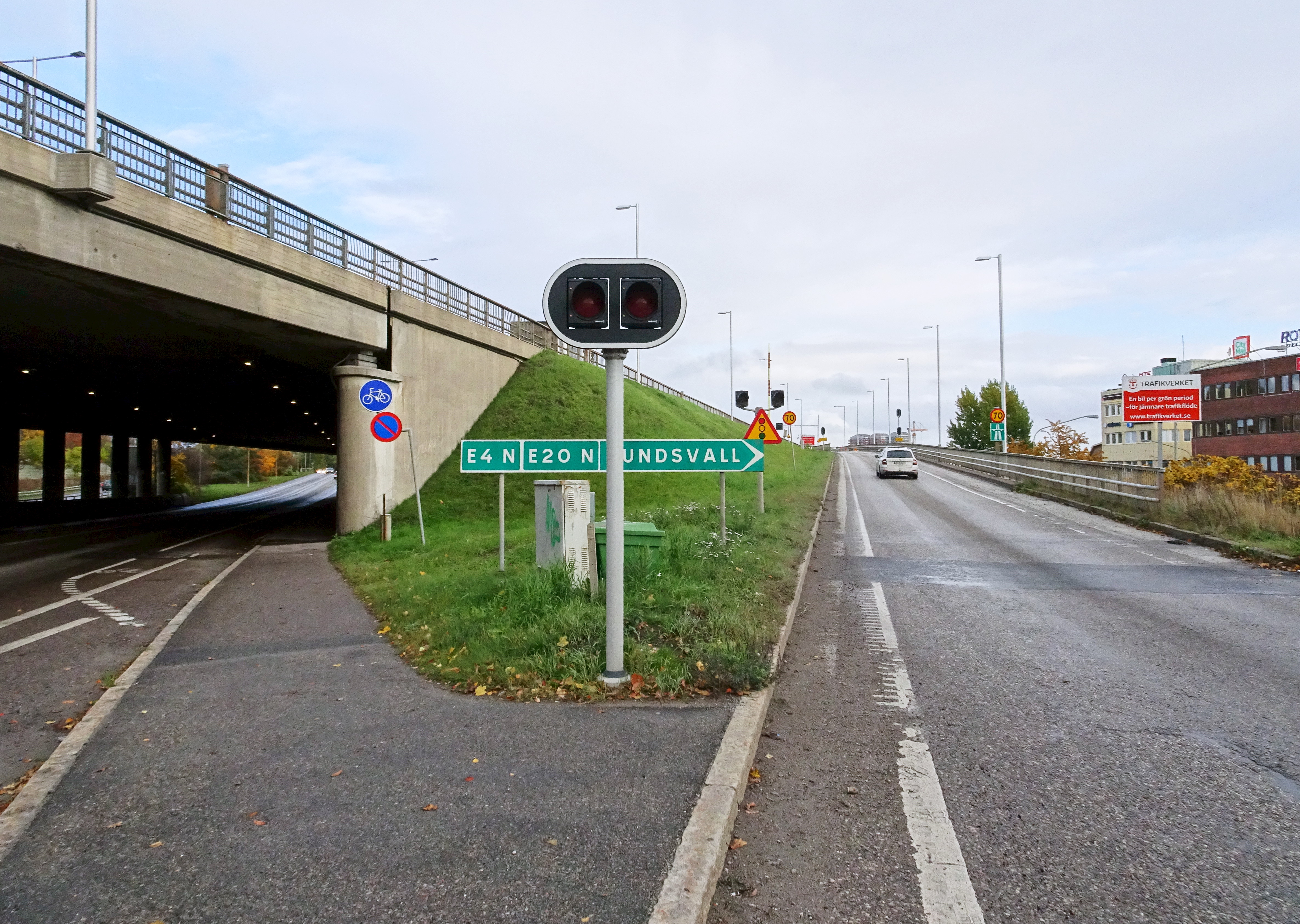
Påfart till Essingeleden från Västberga allé.
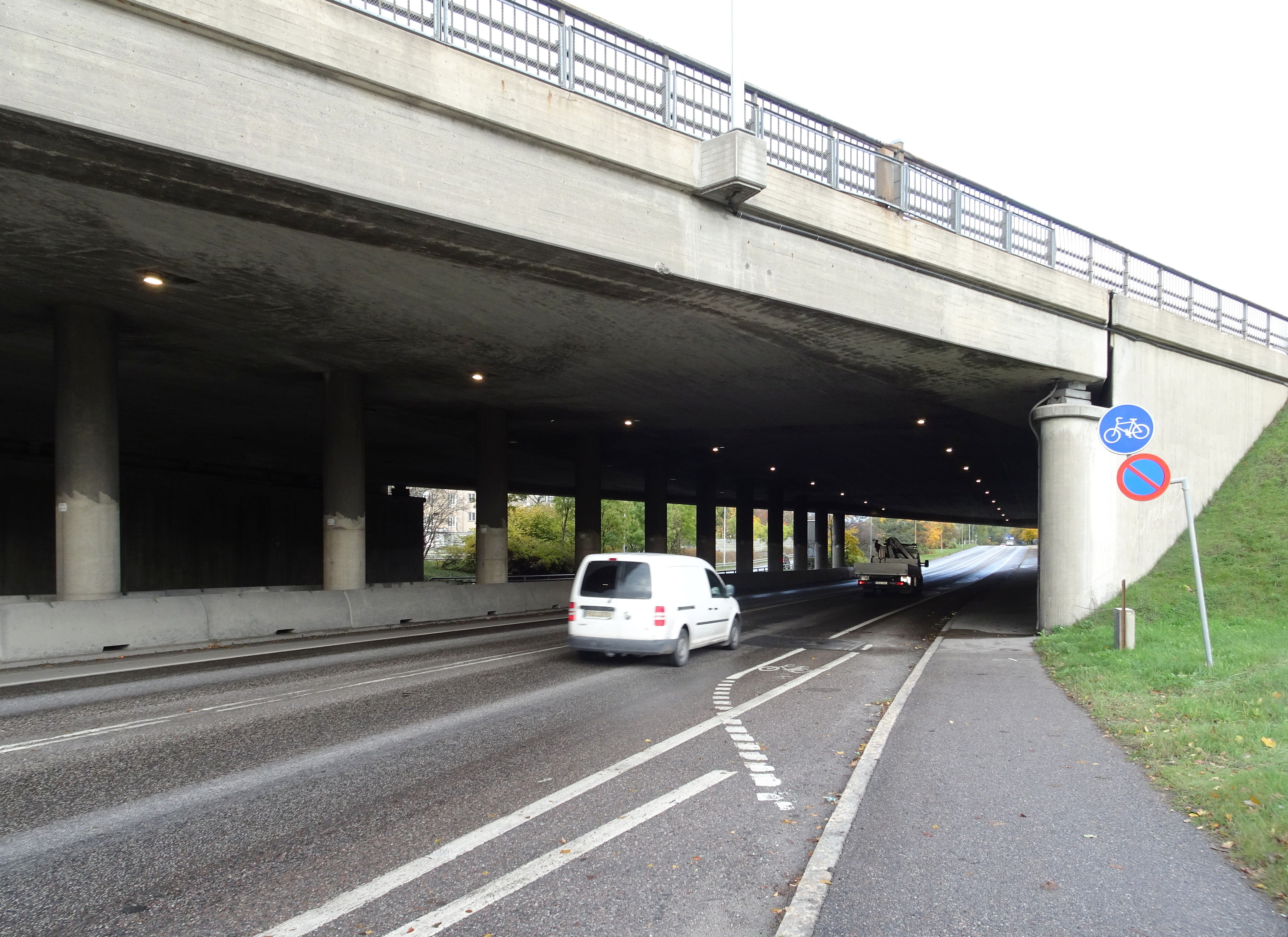
Trafikplats Nyboda, tunnel för Västberga Allé.

## Essingeledens övriga trafikplatser
Från söder till norr.
- Trafikplats Nybohov
- Trafikplats Gröndal

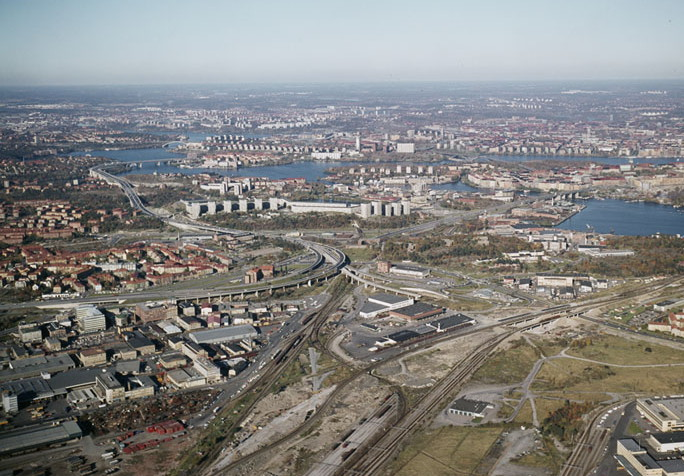
Byggarbetsplatsen 1967, vy norrut.

- Trafikplats Stora Essingen
- Trafikplats Lilla Essingen
- Trafikplats Fredhäll
- Trafikplats Kristineberg
- Trafikplats Tomteboda
- Trafikplats Karlberg